# Гуцалюк Любослав Михайлович

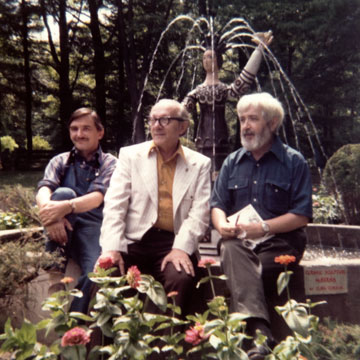
Любослав Гуцалюк, Едвард Козак і Яків Гніздовський поруч скульптури Слави Ґеруляк на Союзівці

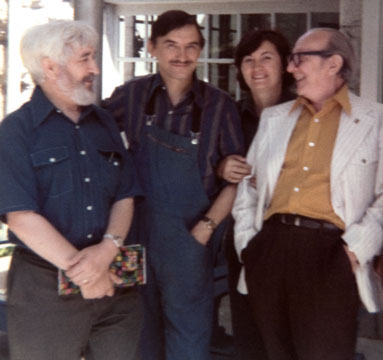
Яків Гніздовський, Любослав Гуцалюк, Стефанія Гніздовська і Едвард Козак на Союзівці

Любослав Гуцалюк (англ. Liuboslav Hutsaliuk; 2 квітня 1923, Львів — 16 грудня 2003, Нью-Йорк) — український художник-експресіоніст.

## Життєпис
Народився 2 квітня 1923 року у Львові. Був поранений у роки Другої світової війни, ветеран дивізії «Галичина».
У 1946—1949 роках навчався в мистецькій студії Едварда Козака у Берхтесгадені (Німеччина).
1949 року емігрував до США, де навчався у 1949—1954 роках у Вищій Художній Школі Купер Юніон (англ. Cooper Union School of Art) у Нью-Йорку.
Обраний почесним членом Академії «Кампанелла» в Римі (Campanella Academy), яка нагородила його в 1970 році срібною медаллю за визначні досягнення в малярстві.
1990 року переніс інсульт, знайшов в собі сили сили видужати та продовжити малювати, виставляти свої роботи. В 1999 році в Українському Інституті Америки відбулася остання велика індивідуальна виставка Любослава Гуцалюка, видано кольоровий каталог з численними репродукціями його робіт.
В останні роки життя через недугу та пережиту родинну драму (несподівана втрата дружини Ренати та одинокого сина Яреми) вже не створює робіт. Митець помер у Нью-Йорку в будинку для літніх людей 16 грудня 2003 року. Поховано 23 грудня на українському цвинтарі св. Андрія Первозваного в Саут-Баунд-Бруці (Нью-Джерсі).

## Мистецька діяльність
Перша індивідуальна виставка Гуцалюка відбулась в 1954 році після закінчення мистецької школи Купер Юніон. Згодом 17-24 грудня 1956 року проходить перша велика самостійна виставка в Парижі. Ще перед відкриттям другої паризької виставки в 1959 році 23 картини з 25, призначених для показу, були придбані власником галереї в Бергамо для проведення восени виставки в Італії.
З 1956 року протягом 10 років відбуваються 3 самостійні виставки в Парижі, 5 — у Нью-Йорку, по одній у Мілані та Торонто.
Був членом таких мистецьких угрупувань як Audubon Artists (США), La Société des Artistes Indépendants de Paris та Об'єднання Мистців Українців в Америці.
Гуцалюк малював олійні картини у жанрі експресіонізму, а також гуаші та акварелі. Домінанта творчості — урбаністичні сюжети.
Картини митця знаходяться в художніх колекціях у Франції, Великій Британії, Італії, Канади та США.
Крім живопису Любослав Гуцалюк працював у графіці, в основному в книжковій. Плідно співпрацював з журналом сатири та гумору «Лис Микита». Його мистецькі огляди публікувалися в газеті «Свобода» та журналі «Сучасність».